# OECURA MAMBO/我曼波舞
「OECURA MAMBO/我曼波舞」（日语：OECURA MAMBO/私マンボー）是日本組合惠比壽麝香葡萄的第2張單曲。

## 概要
分為type A、B、C三種形態發售。

## 收錄曲
作詞・Maccoi、作曲・Jam&Lice
1. OECURA MAMBO
2. 私マンボー
3. otsukare mambo(type A・teamマver)
四期生
ohisashi mambo(type B・teamンver）
安藤あいか、櫻木凛、希崎ジェシカ、かすみ果穂
osagari mambo(type C・teamボver)
西野翔、初音みのり、小川あさ美、かすみりさ